# Blockhouse (Washington)
Blockhouse az Amerikai Egyesült Államok északnyugati részén, Washington állam Klickitat megyéjében elhelyezkedő önkormányzat nélküli település.
Blockhouse postahivatala 1872 és 1930 között működött. A települést 1850-ben, a yakima háborúban használt erőd létrejöttekor alapították.

## Fordítás
Ez a szócikk részben vagy egészben  a   Blockhouse, Washington című angol Wikipédia-szócikk ezen változatának fordításán alapul.  Az eredeti cikk szerkesztőit annak laptörténete sorolja fel. Ez a jelzés csupán a megfogalmazás eredetét és a szerzői jogokat jelzi, nem szolgál a cikkben szereplő információk forrásmegjelöléseként.